# Šen Čou
Šen Čou (čínsky pchin-jinem Shěn Zhōu, znaky 沈周; 1427–1509) byl čínský malíř z dob dynastie Ming, představitel tzv. literátského malířství. Maloval především krajiny, bývá považován za zakladatele školy Wu, malířské školy rozvíjející se především v 2. polovině 15. a 1. polovině 16. století. Je řazen ke „čtyřem mistrům mingské doby“, mezi něž patřili ještě Tchang Jin, Wen Čeng-ming a Čchiou Jing.

## Jména
Šen Čou používal zdvořilostní jméno Čchi-nan (čínsky pchin-jinem Qǐnán, znaky zjednodušené 启南, tradiční 啟南) a pseudonymy Š'-tchien (čínsky pchin-jinem Shítián, znaky 石田, „Kamenné pole“), Paj-š’-weng (čínsky pchin-jinem Báishíwēng, znaky 白石翁, „Stařec Bílý kámen“), Jü-tchien-šeng (čínsky pchin-jinem Yùtiánshēng, znaky 玉田生), Jou-ču-ťü ču-žen (čínsky pchin-jinem Yǒuzhújū zhǔrén, znaky 有竹居主人).

## Život a dílo
Pocházel z bohaté úřednické rodiny ze Siang-čchengu u Su-čou. Jeho rodina byla známa uměleckými zájmy, jeho otec i děd se věnovali malbě a přátelili se s slavným malířem Wang Mengem. Šen Čou tak vyrůstal obklopen uměním a dostalo se mu kvalitního vzdělání v malířství, kaligrafii i umění poezie. Jeho učiteli byli přední sučouští umělci.
Žil v rodinném sídlu na severním předměstí Su-čou, věnoval se umění a navzdory rodinné tradici se odmítal účastnit úřednických zkoušek a nastoupit úřednickou kariéru. Již relativně mladý (jako třicátník) proslul jako kaligraf, básník a esejista. Jeho sebrané spisy vyšly pod názvem Š’-tchien ťi (石田集, Sebraná díla kamenného pole), vydal i několik samostatných sborníků. Jeho básnickými vzory byli tchangští a severosungští tvůrci.

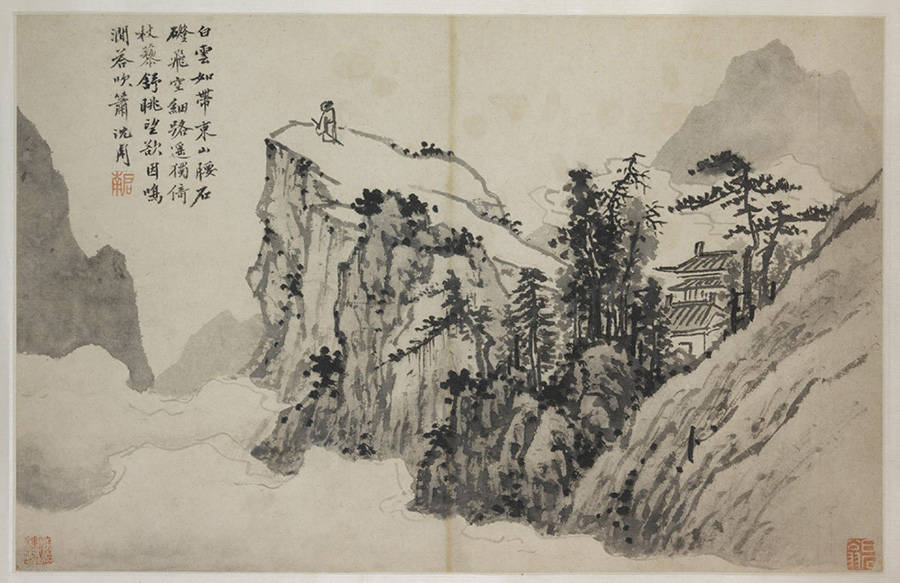
Šen Čou Básník na vrcholu hory, The Nelson-Atkins Museum of Art, Kansas City, Missouri

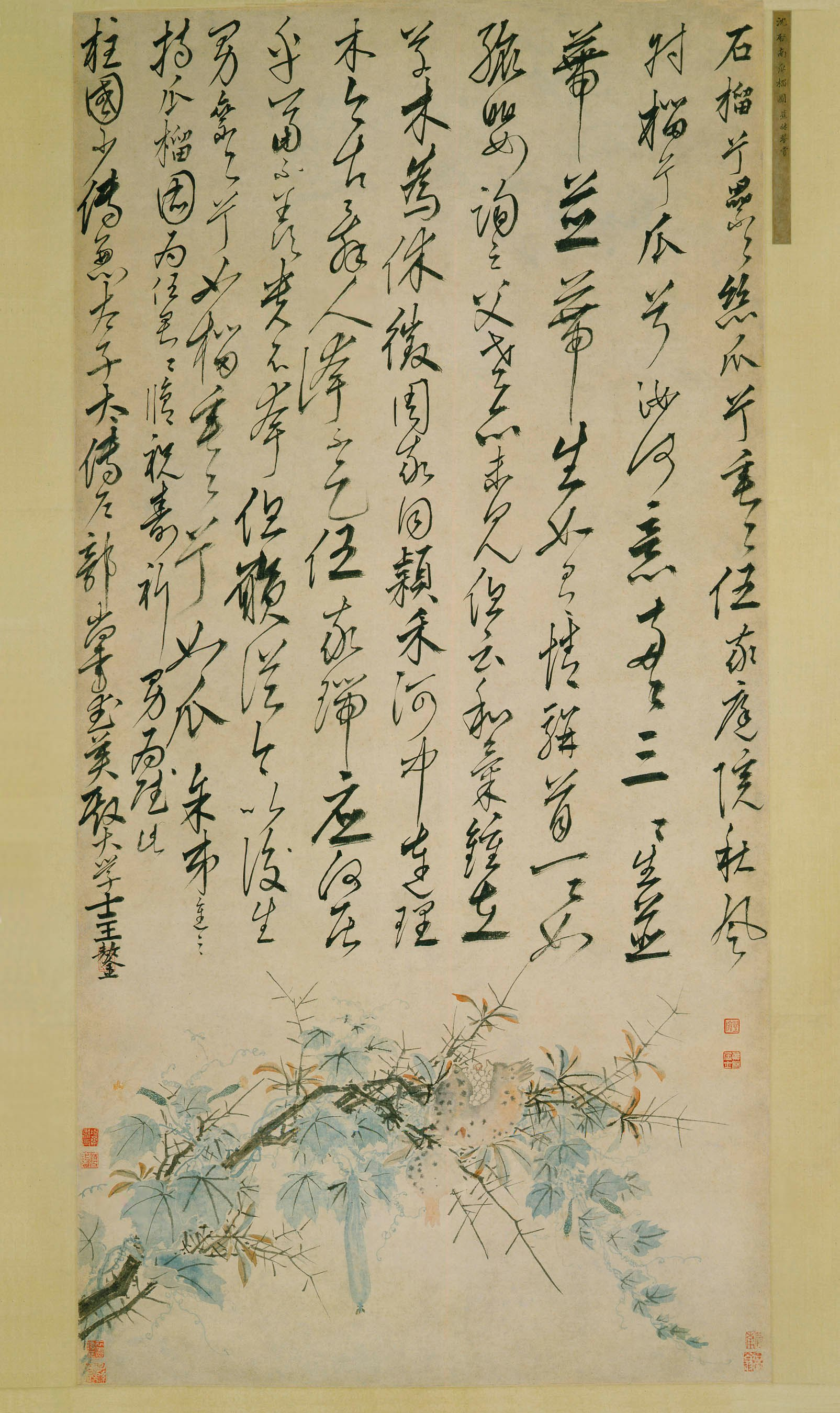
Óda na granátové jablko a meloun, kaligrafie Wang Aoa a malba Šen Čoua, 1506–1509, Detroit Institute of Arts

K malbě se významněji obrátil až po čtyřicítce a postupně vynikl bezprostředností a prostotou výrazu. Mistrovství dosáhl v různých žánrech – krajinách, malbě květin a ptáků i portrétu. Zejména jeho krajiny jsou stylově různorodé, s tím jak probíhalo jeho umělecké hledání. Stal se jedním z nejvýznamnějších mingských umělců a je považován za zakladatele školy Wu, malířské školy rozvíjející se ve 2. polovině 15. a 1. polovině 16. století.
Šen Čouovy nápisy na jeho autoportrétu Portrét starce:
| „                       | Někteří lidé říkají, že moc malé oči, jiní zase, že brada je moc úzká. Já sám je zvenčí neznám a proto ani nemohu vědět, jestli jsou namalovány špatně. Nač porovnávat rysy obličeje, já se hlavně bojím, aby nechyběla ctnost. Světem se protloukám osmdesát let a brzy si podám ruku se smrtí. Prvního roku éry Čeng-te [1506] vlastnoručně nadepsal stařec Kamenné pole. Podobá se či nepodobá, je pravý či ne? Podoba na papíře, to je člověk vně skutečného člověka. Život a smrt jsou jen sen, nebe a země stejný prach. Uvolněně proplouvám světem, v srdci stále mladý. Následujícího roku znovu připsal. | “ |
| — Šen Čou, 1506 a 1507. | |   |